# Testamento olografo
Il testamento olografo è un tipo di testamento definito dall'art. 602 del codice civile: è il testamento scritto per intero, datato e sottoscritto di mano dal testatore. In Italia fu introdotto nel 1860 da Giovanni Battista Cassinis, in una revisione dello Statuto Albertino.

## Requisiti del testamento olografo

### Olografia
Il primo requisito del testamento olografo è, come suggerisce lo stesso nome, l'olografia della scrittura. Essa deve essere composta dalla mano del testatore, con qualsiasi mezzo e su qualsiasi materiale che sia idoneo a tener traccia della scrittura. 
La mancanza di tale requisito, ad esempio in caso di testamento scritto da un terzo o con macchina da scrivere, comporta la nullità del testamento.
Secondo la dottrina maggioritaria, la scrittura deve avere il carattere della abitualità, intendendosi per scrittura abituale qualsiasi scrittura che sia usata con frequenza dal testatore e sia tale da individuarne la personalità.

### Data
Il secondo requisito previsto per il testamento olografo è rappresentato dalla data. Essa deve contenere l'indicazione del giorno, del mese e dell'anno in cui viene composto il documento che racchiude il testamento. La mancanza della data comporta l'annullabilità del testamento olografo. L'art. 606, infatti, non inserisce tale requisito tra quelli previsti a pena di nullità.
La data è necessaria per stabilire quale testamento prevale fra molteplici versioni scritte nel tempo dallo stesso testatore, oltre che verificare la capacità dello stesso. Qualora la data contenga un errore, la giurisprudenza ha ammesso la validità della scheda testamentaria qualora, dall'atto stesso, sia possibile risalire alla data effettiva.

### Sottoscrizione
Il codice civile richiede che il testamento sia sottoscritto dall'autore dell'atto. La sottoscrizione deve essere autografa ed essere apposta alla fine del documento; può anche non indicare nome e cognome ma deve, a buon conto, essere idonea a designare con certezza la persona del testatore (art. 602 c.c.). L'art. 606 c.c. prevede la nullità in caso di mancanza del requisito della sottoscrizione.

## Oggetto
Il testamento deve indicare quali quote del patrimonio, ovvero quali beni determinati, sono destinati a quali persone.
Nel caso in cui il testatore non abbia rispettato le quote riservate dalla legge ai cosiddetti legittimari (coniuge, figli ed ascendenti, nel caso in cui non vi siano figli – artt.536 c.c. e seguenti), questi, o i loro eredi o aventi causa, possono chiedere la reintegrazione della propria quota, oppure possono anche rinunciare a tale azione, rispettando la volontà del testatore. Nel caso in cui non vi siano legittimari, il testatore può decidere in assoluta libertà a chi assegnare l'universalità del suo patrimonio.
A norma dell'art. 591, comma 3, codice civile, «nei casi di incapacità preveduti dal presente articolo, il testamento può essere impugnato da chiunque vi ha interesse. L'azione si prescrive nel termine di cinque anni dal giorno in cui è stata data esecuzione alle disposizioni testamentarie».

## Testi normativi
- Codice civile